# Casearia commersoniana
Casearia commersoniana Cambess. – gatunek rośliny z rodziny wierzbowatych (Salicaceae Mirb.). Występuje naturalnie w Meksyku, Gwatemali, Belize, Kostaryce, Panamie, Kolumbii, Wenezueli, Gujanie, Surinamie, Gujanie Francuskiej, Ekwadorze, Peru oraz Brazylii (w stanach Acre, Amazonas, Amapá, Pará, Rondônia, Roraima, Tocantins, Alagoas, Bahia, Ceará, Maranhão, Paraíba, Pernambuco, Piauí, Sergipe, Goiás, Mato Grosso do Sul, Mato Grosso, Espírito Santo, Minas Gerais i Rio de Janeiro, a także w Dystrykcie Federalnym). 

## Morfologia
PokrójZimozielone drzewo lub krzew dorastające do 2–15 m wysokości.
LiścieBlaszka liściowa ma eliptyczny kształt. Mierzy 10–26 cm długości oraz 2,5–8,5 cm szerokości, jest piłkowana na brzegu, ma ostrokątną nasadę i spiczasty wierzchołek. Ogonek liściowy jest nagi i dorasta do 5–15 mm długości.
KwiatySą zebrane w pęczki, rozwijają się w kątach pędów. Mają 4 działki kielicha o eliptycznym kształcie i dorastających do 2–3 mm długości. Kwiaty mają 9–10 pręcików.
OwoceMają kształt od jajowatego do podługowatego i osiągają 6–15 mm średnicy.

## Biologia i ekologia
Rośnie w lasach, na terenach nizinnych.